# Torabhaig
De Torabhaig distillery is de tweede distilleerderij op het eiland Skye. Hij is gevestigd in de voormalige boerderij met dezelfde naam. Deze stamt uit omstreeks 1760, terwijl de bijbehorende hoeve rond 1820 verrees. De naam Torabhaig is afgeleid van de locatie, en betekent min of meer "de plaats van/bij de toren". De naam van de heuvel achter de distilleerderij, Cnoc na Mòine, wordt vertaald als "heuvel van turf".
De voormalige boerderij ligt bij het plaatsje Teangue op het schiereiland Sleat. De distilleerderij wordt gevoed door de bronnen Allt Glean en Allt Breacach.
De plannen voor een nieuwe distilleerderij, de eerste op Skye sinds de oprichting van Talisker in 1830, werden goedgekeurd in 2002. Dit plan was afkomstig van Sir Iain Noble. Door omstandigheden, waaronder zijn overlijden in 2010, duurde het tot 2014 voor de uitvoering op gang kwam. In 2013 was de vergunning overgenomen door Mossburn Distillers. De bouw was gereed in 2016 en in januari 2017 vloeide de eerste spirit uit de ketels. De mout voor Torabhaig wordt zwaar geturfd (75 ppm), maar door de vorm van de ketels en de wijze van distilleren ontstaat een minder rokerige spirit dan je zou verwachten. Torabhaig beschikt over 8 washbacks van Douglasspar met elk een inhoud van 8.000 liter. De rvs semi lauter mash tun heeft een capaciteit van anderhalve ton. De ketels werden gebouwd door Forsyths of Rothes. De wash still (met de naam Sir Iain) heeft een capaciteit van 8.000 liter en brengt de spirit naar een sterkte van 26%. In de spirit still (genaamd Lady Noble) van 5.000 liter wordt de spirit naar een sterkte van 69% gedistilleerd. Voor de rijping worden diverse soorten vaten gebruikt waaronder speciaal voor de distilleerderij gemaakte. In maart 2018 werd het bezoekerscentrum geopend. De distilleerderij heeft een capaciteit van 500.000 liter pure alcohol per jaar.
Inmiddels is in afwachting van de definitieve tien jaar oude botteling (verwacht in 2027) een serie van vier bottelingen en een versie op vatsterkte onder de naam Legacy op de markt gebracht; te weten als eerste de 2017, als tweede de Allt Glean met een onverdunde variant: Allt Glean Batch Strength, als derde de Cnoc na Mòine en als (voorlopig?) laatste de Sound of Sleat.